# Bazaiges
Bazaiges là một xã tại tỉnh Indre khu vực trung bộ Pháp. Xã này có diện tích 18,37 km², dân số thời điểm năm 1999 là 230 người. Khu vực này có độ cao trung bình 265 mét trên mực nước biển.